# Markel Susaeta
Markel Susaeta Laskurain (* 14. prosince 1987, Eibar, Španělsko) je španělský fotbalový záložník a reprezentant baskického původu, který hraje v baskickém klubu ze Španělska Athletic Bilbao.

## Klubová kariéra
Ve Španělsku hrál v letech 2005–2006 za CD Basconia. Poté se vrátil do klubu Athletic Bilbao, kde dříve působil v mládeži. S Athleticem vyhrál Supercopa de España 2015 (dvouzápasový španělský Superpohár) – výhra 4:0 a remíza 1:1 s FC Barcelona.

## Reprezentační kariéra
Markel Susaeta nastupoval za španělskou mládežnickou reprezentaci U21.
V A-mužstvu Španělska debutoval 14. 11. 2012 v přátelském utkání v Panama City proti týmu Panamy. Na výhře 5:1 se podílel jednou vstřelenou brankou.